# 회인군
회인군(懷仁郡)은 지금의 충청북도 보은군 회인면, 회남면 및 청주시 상당구 일부 지역에 있었던 행정구역이다.

## 역사
(링크)
본래 백제의 미곡현(未谷縣)이었는데, 신라 경덕왕 때 매곡(昧谷)으로 고쳐서 연산군(燕山郡)의 영현으로 삼았다.
고려 초에 회인으로 고치고 1018년(현종 9)청주에 속하게 하였다가 1383년(우왕 9) 감무를 두었다. 1413년(태종 13) 현감을 두었고, 1895년(고종 32) 군으로 승격되었다가 1914년 행정구역개편 때 보은군에 합쳐 회북면이 되었다.
이곳의 지형은 속리산에서 뻗은 산줄기가 삼면으로 감싸고, 남쪽으로 흐르는 말흘탄(末訖灘)이 금강과 합류하는 산간분지를 이루었다.
조선시대에는 청주·문의(文義)·회덕 등지에서 속리산 법주사로 갈 때 이곳을 지나 보은을 거치는 도로가 발달하였다. 매곡산(昧谷山)과 호점산(虎岾山)에는 옛 성이 있었다.

## 1914년 이후
| 부령 제111호          |                       |                       |               |                                                                        |                                                                        |                                                                                        |
| 구 행정구역           | 구 행정구역           | 구 행정구역           | 신 행정구역   | 신 행정구역                                                            | 신 행정구역                                                            | 신 행정구역                                                                            |
| 회인군 읍내면(邑內面) | 회인군 읍내면(邑內面) | 회인군 읍내면(邑內面) | 회북면        | 건천리, 고석리, 눌곡리, 용촌리, 부수리, 송평리, 애곡리, 죽암리, 중앙리 | 건천리, 고석리, 눌곡리, 용촌리, 부수리, 송평리, 애곡리, 죽암리, 중앙리 | 건천리, 고석리, 눌곡리, 용촌리, 부수리, 송평리, 애곡리, 죽암리, 중앙리                 |
| 회인군 남면(南面)     | 회인군 서면(西面)     | 회인군 동면(東面)     | 회북면        | 신대리                                                                 | 마구리, 마동리, 묘암리, 용곡리                                         | 갈티리, 법주리, 세촌리, 쌍암리, 신궁리, 신문리, 염둔리, 오동리, 용수리, 율산리, 차정리 |
| 회인군 남면(南面)     | 회인군 서면(西面)     | 회인군 동면(東面)     | 회남면        | 금곡리, 분저리, 용호리, 사탄리, 서탄리, 송포리, 신추리, 조곡리, 판장리 | 거교리, 남대문리, 신곡리, 어성리, 염티리                               | 노성리, 은운리                                                                         |
| 회인군 강외면(江外面) | 회인군 강외면(江外面) | 회인군 강외면(江外面) | 회남면        | 매산리, 법수리, 사음리, 산수리                                         | 매산리, 법수리, 사음리, 산수리                                         | 매산리, 법수리, 사음리, 산수리                                                         |
| 회인군 북면(北面)     | 회인군 북면(北面)     | 회인군 북면(北面)     | 청주군 가덕면 | 계산리, 수곡리, 시동리                                                 | 계산리, 수곡리, 시동리                                                 | 계산리, 수곡리, 시동리                                                                 |